# Edifici al raval d'en Coma, 38 (Guissona)
L'Edifici al raval d'en Coma, 38 és una obra de Guissona (Segarra) protegida com a Bé Cultural d'Interès Local.

## Descripció
Edifici de pedra de tres plantes i golfes. A la planta baixa trobem dues portes d'arc rebaixat, una adovellada i emmarcat per carreus ben escairats i una altra emmarcada amb motllures de pedra llisa. La planta primera té dues obertures rectangulars amb arcs de mig punt i balcons de forja treballats. El segon pis també presenta balcons però de mida més petita i amb llindes de pedra. La zona de les golfes té dues obertures rectangulars. L'edifici està rematat amb una cornisa.